# Виконт Данроссил
Виконт Данроссил (англ. Viscount Dunrossil) из Валлагью с острова Норт-Уист в графстве Инвернесс — аристократический титул в пэрстве Соединённого королевства. Титул был создан в 1959 году для консервативного политика Уильяма Моррисона после его ухода в отставку с поста спикера Палаты общин. Его сын, 2-й виконт, в частности, служил Верховным комиссаром Фиджи и губернатором Бермудских островов. По состоянию на 2024 год носителем титула является сын последнего — 3-й виконт, — который наследовал отцу в 2000 году.
Виконтство Данроссил является последним оставшимся наследственным пэрством, созданным для бывшего спикера палаты общин; все спикеры общин после 1-го виконта Данроссила, либо получали пожизненное пэрство, либо умирали на своём посту, либо, получив наследственное пэрство, умирали, не оставив потомства.

## Виконты Данроссил (1959)
1. Уильям Моррисон, 1-й виконт Данроссил (1893—1961);
2. Джон Уильям Моррисон, 2-й виконт Данроссил (1926—2000), старший сын предыдущего;
3. Эндрю Уильям Реджинальд Моррисон, 3-й виконт Данроссил (род. 1953), старший сын предыдущего;

Наследник: достопочтенный Каллум Алистер Брандейдж Моррисон (род. 1994), единственный сын предыдущего.